# Сафонов, Владимир Евгеньевич
Влади́мир Евге́ньевич Сафо́нов (род. 11 сентября 1953, Ишимбай, БАССР, СССР) — российский юрист. Доктор юридических наук (2000), профессор (2003). Заслуженный юрист Российской Федерации.

## Биография
Родился 11 сентября 1953 в городе Ишимбай
В 1973 году окончил Ишимбайский нефтяной техникум и работал электриком.
Работал инструктором и секретарь Ишимбайского городского комитета ВЛКСМ, начальником отдела общественных дисциплин управления профессионально-технического образования БАССР.
С 1987 по 1990 годы — прокурор отдела по надзору за исполнением законов о несовершеннолетних в Прокуратуре Республики Башкортостан.
В 1988 году окончил юридический факультет БашГУ (ныне Уфимский университет науки и технологий).
В 1996 году окончил Дипломатическую академию МИД РФ по специализации «международное право». В том же году окончил аспирантуру Института государства и права РАН и под научным руководством профессора И. Ш. Муксинова защитил диссертацию на соискание учёной степени кандидата юридических наук по теме «Роль договорных отношений в становлении Республики Башкортостан».
В 2000 году окончил докторантуру и защитил диссертацию на соискание учёной степени доктора юридических наук по теме «Российская государственность и теория современного федерализма: политико-правовые проблемы».
С 27 марта 1996 по 1 января 2001 года — судья Конституционного Суда Республики Башкортостан. В настоящее время находится в отставке.
С 2001 года — профессор кафедры конституционного права Российской академии правосудия, а с 2007 года — заведующий кафедрой истории права и государства.
В 2003 году присвоено учёное звание профессора.
Автор более 100 научных работ, монографий, учебников и учебных пособий по международному праву, конституционному праву зарубежных стран, истории государства и права, судебной власти, из которых — 4 монографии, 6 учебных пособий.
Член Ассоциации юристов России, член Ассоциации международного права. Член-корреспондент РАЕН по секции «Военная история, теория и права».

## Научная деятельность
В. Е. Сафоновым предпринята попытка комплексного исследовать природу современной российской государственности, находящейся в условиях переходного состояния к федеративным отношениям, когда происходит дезинтеграция и усиление федерального центра. Рассмотрены пути образования наилучшей модели федеративного устройства, которая бы отвечала требованиям демократии и работоспособности государственной власти.

## Политическая деятельность
Состоит в партии «Правое дело», где входит в контрольно-ревизионную комиссию.

## Награды
- Заслуженный юрист Российской Федерации (2012) «за заслуги в укреплении законности и многолетнюю добросовестную работу»[1].

## Научные труды

### Диссертации
- Сафонов В. Е. Роль договорных отношений в становлении Республики Башкортостан: Автореф. дис.: канд. юрид. наук. — М., 1996.

### Монографии
- Сафонов В. Е. Правовые основы внешнеэкономических соглашений Республики Башкортостан. — М., 1995.
- Сафонов В. Е. «Федеративное государство: проблемы разграничения предметов ведения и полномочий». — Уфа, 1999.
- Сафонов В. Е. «Государство (республика) в составе Российской Федерации: теоретико-методологические и правовые аспекты». — СПб., 2001
- Сафонов В. Е. «Российская государственность и теория современного федерализма: политико-правовые проблемы». — М., 2002.
- Сафонов В. Е. «Зарубежные системы судебного конституционного контроля: виды и полномочия». — М., 2003.

### Статьи
- Муксинов И. Ш., Рахимов Р. А., Сафонов В. Е., Хабибулин А. Г. Развитие конституционного судопроизводства — гарантия становления гражданского общества // Правоведение. — 1999, № 3.
- Сафонов В. Е. Проблемы разрешения конституционно-правовых коллизий в системе федеративных отношений Российской Федерации // Национальный вопрос и государственное строительство: проблемы России и опыт зарубежных стран: Материалы науч. конф. (Москва, 27—28 апреля 2000 г.) / Под ред. С. А. Авакьяна. — М.: Изд-во Моск. ун-та, 2001.
- Сафонов В. Е. Конституционные суды республик Российской Федерации на страже их Основного Закона // Проблемы укрепления конституционной законности в республиках Российской Федерации: Материалы науч.-практ. конф. Уфа, 1998; Проблемы образования и деятельности конституционных (уставных) судов субъектов Российской Федерации: Материалы Всероссийского совещания, Москва, 24 декабря 1999 г. — М.: Формула права, 2000.